# Laplacea
Laplacea é um género botânico pertencente à família Theaceae.